# کلاه بونی

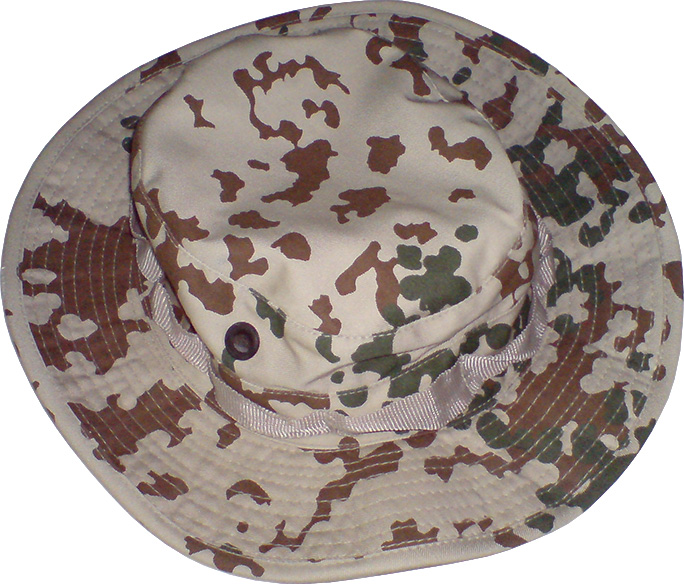
کلاه بونی در سه رنگ

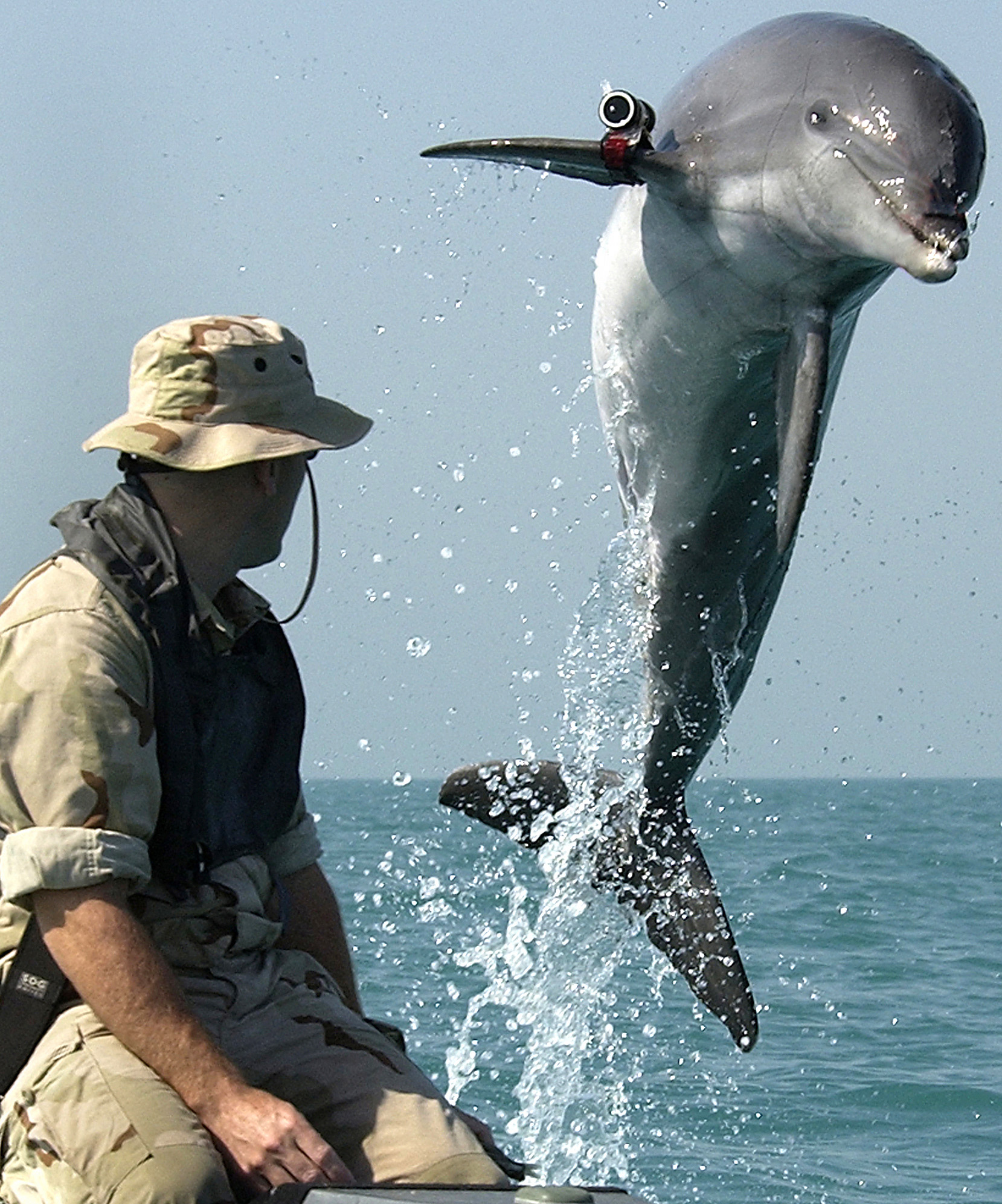

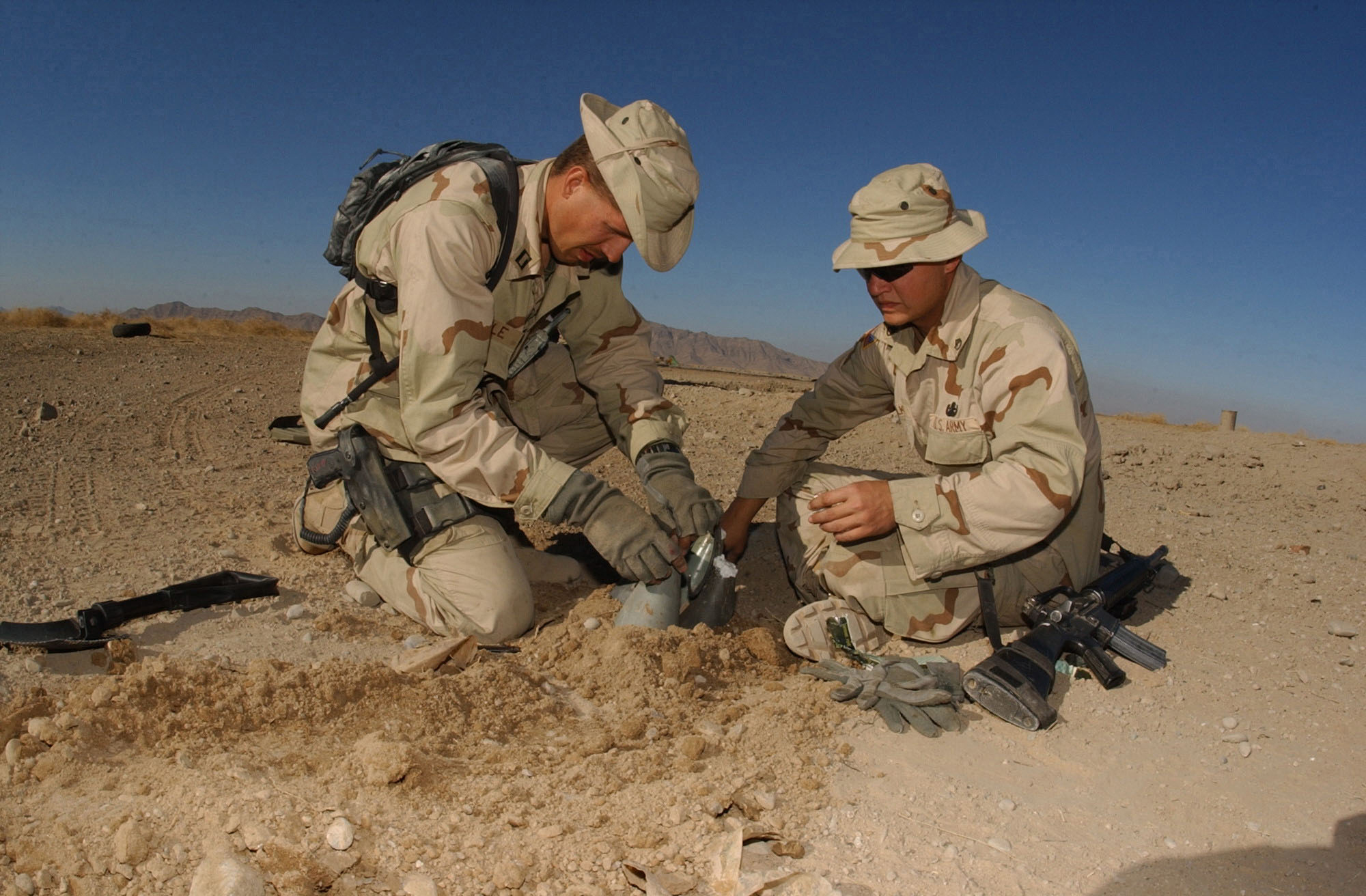
دو سرباز ارتش آمریکا که کلاه بونی بر سر دارند

کلاه بونی (انگلیسی: Boonie hat) یک نوع کلاه آفتاب‌گیر و لبه پهن است که به طور گسترده توسط نیروهای نظامی استفاده می‌شود. طراحی آن شبیه به کلاه سطلی است ولی با لبه‌های پهن‌تر که جلوی نور آفتاب را بهتر می‌گیرد.